# Tiburon
Tiburon (em crioulo, Tibiwon), é uma comuna do Haiti, situada no departamento do Sul e no arrondissement de Chardonnières. De acordo com o censo de 2003, sua população total é de 17.887 habitantes.